# 7613 ʻAkikiki
7613 ʻAkikiki eller 1996 DK är en asteroid i huvudbältet som upptäcktes den 16 februari 1996 av NEAT vid Haleakalā-observatoriet. Den är uppkallad efter Oreomystis bairdi.
Asteroiden har en diameter på ungefär 9 kilometer och den tillhör asteroidgruppen Ashkova.